# Vida por vida (telenovela mexicana)
Vida por vida es una telenovela mexicana que se transmitió por el Canal 2 de Telesistema Mexicano de Televisa en 1960, con episodios de 30 minutos de duración. Bajo la dirección de Rafael Banquells.

## Sinopsis
La historia de una mujer enferma al borde de la muerte que se enamora del médico que intenta salvarle la vida. El médico tiene cicatrices en la cara y ella se debate entre el amor del médico y el de otro hombre que también la ama.

## Elenco
- Jacqueline Andere - Tula
- Celia Manzano
- Miguel Manzano - Antonio
- Armando Calvo - Dr. Valcourt
- Mónica Serna - Chachita
- Juan Felipe Preciado - Andrés
- Gina Romand

## Otros datos
- Fue de las primeras telenovelas que hablo sobre los conflictos de dos mujeres por tener el amor de un hombre.
- La telenovela está grabada en blanco y negro
- Estuvo bajo la producción de Telesistema Mexicano.